# Castelo de Lochranza

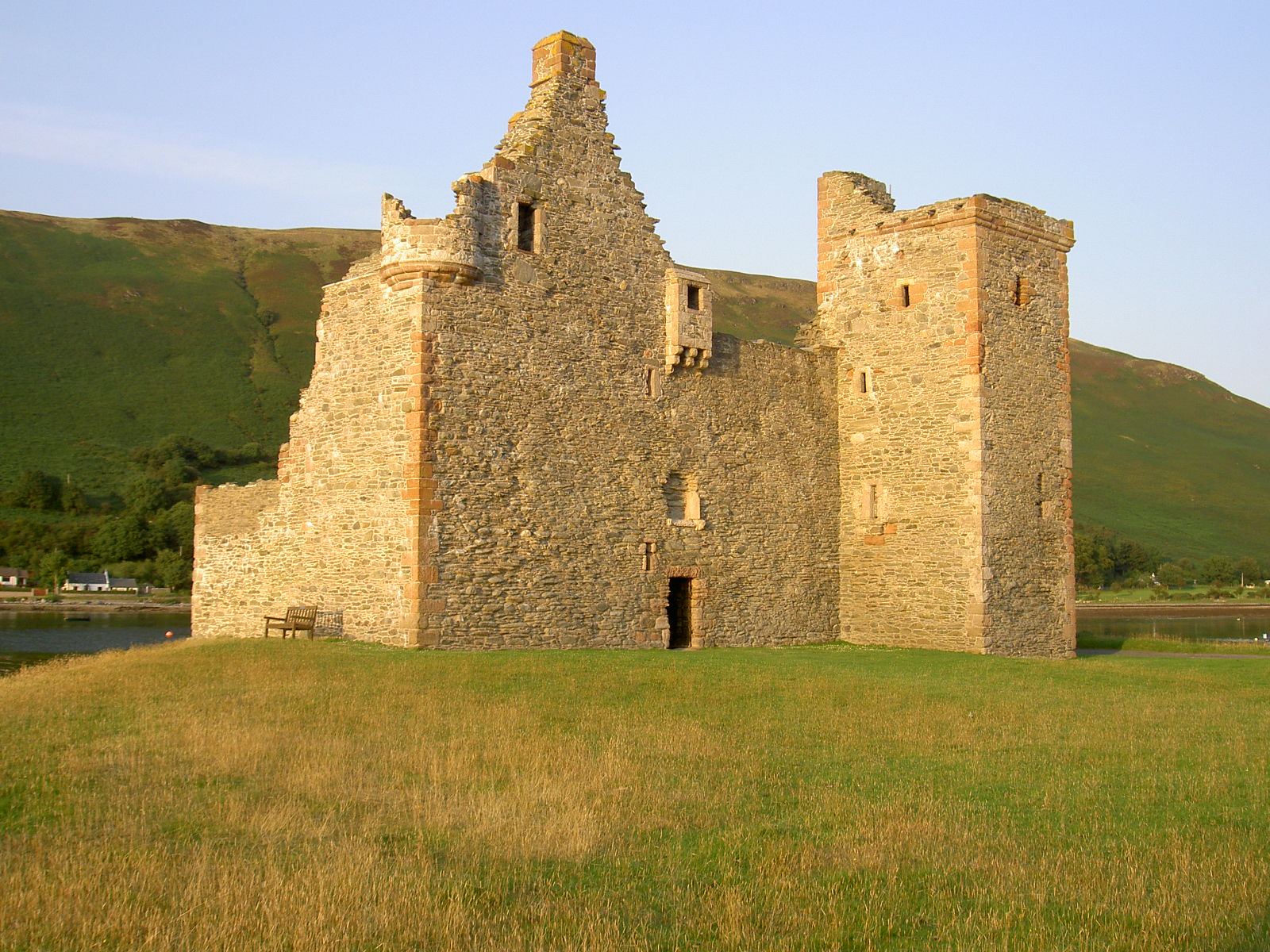
Castelo de Lochranza, Escócia.

O Castelo de Lochranza (em inglês:  Lochranza Castle) é um castelo atualmente em ruínas localizado na Ilha de Arran, North Ayrshire, Escócia.

## História
Foi construído provavelmente por um membro da família Stewart de Menteith, sendo ocupado em 1614 pelas tropas de Jaime VI e mais tarde nesse século pelas forças de Oliver Cromwell.
Encontra-se classificado na categoria "A" do "listed building" desde 14 de abril de 1971.

## Estrutura
O castelo original é do final do século XIII ou inicio do século XIV com dois pisos e uma pequena torre. O castelo atualmente tem três pisos e um sótão.